# コン・ファンク・シャン
コン・ファンク・シャン（Con Funk Shun）は、アメリカ合衆国西海岸ヴァレーホ（ヴァレージョ）出身のファンク・バンドである。

## キャリア
バンドは、高校の同級生だったマイケル・クーパーとルイス・マッコールによって1969年に「プロジェクト・ソウル (Project Soul)」としてスタートした。1970年代初頭、彼らほか7人のミュージシャンたちは、ナイト・ライターズ（The Nite-Liters、ニュー・バースの前身）の歌にちなんで、「コンファンクシャン」と名乗るようになった。彼らは1973年に、スタックス・レコードのアーティスト「ソウル・チルドレン」をバックアップするために雇われ、エステル・アクストンのレーベル「Fretone Records」と契約し、デビュー・アルバム『Organized Con Funk Shun』がリリースされた。
1975年に、マーケティングと広報を担当したルイス・マッコールの妻・リンダ・ルー・マッコールの発案によって、バンド名の表記が「コンファンクシャン (Confunkshun)」から「コン・ファンク・シャン (Con Funk Shun)」に変更された。同年、公演のために日本に行き、「ムゲン」のハウス・バンドとして長期間演奏をおこなった。
1976年、コン・ファンク・シャンはマーキュリー・レコードと契約し、その後の10年間で11枚のアルバムをリリースした。バンドの1977年のアルバム『シークレッツ』は、1978年のアルバム『ラヴシャイン』、1979年のアルバム『キャンディ』、1980年のアルバム『スピリット・オブ・ラヴ』と同様に、アメリカ合衆国でゴールド認定を受けた。『シークレッツ』からは「ファン (Ffun)」がソウル・チャートでヒットした。
コン・ファンク・シャンには、「ファン」（1977年、1位）のほかにも、アメリカ合衆国のビルボード・ブラック・シングル・チャートで数々のトップ10入りを達成した。「シェイク・アンド・ダンス・ウィズ・ミー」（1978年、5位）、「チェイス・ミー」（1979年、4位）、「ゴット・トゥ・ビー・イナフ」（1980年、8位）、 「タイトなあの娘 (Too Tight)」（1981年、8位）などのヒットがある。
リード・ボーカルのマイケル・クーパーはソロとして独立した後、「トゥ・プルーブ・マイ・ラブ」(1987年)をソウル・チャートでヒットさせている。

## ディスコグラフィ

### アルバム
- Organized Con Funk Shun (1973年、Pickwick)
- The Memphis Sessions (1973年、Fretone)
- Con Funk Shun (1976年、Mercury)
- 『シークレッツ』 - Secrets (1977年、Mercury)
- 『ラヴシャイン』 - Loveshine (1978年、Mercury)
- 『キャンディ』 - Candy (1979年、Mercury)
- 『スピリット・オブ・ラヴ』 - Spirit of Love (1980年、Mercury)
- 『タッチ』 - Touch (1980年、Mercury)
- 『カリフォルニア・イブニング』 - 7 (1981年、Mercury)
- 『トゥ・ザ・マックス』 - To the Max (1982年、Mercury) ※旧邦題『気分はラ・イ・ト』
- 『フィーヴァー』 - Fever (1983年、Mercury)
- 『エレクトリック・レディ』 - Electric Lady (1985年、Mercury)
- 『バーニン・ラブ』 - Burnin' Love (1986年、Mercury)
- More than Love (2015年、Shanachie)